# Le Garçu
Pour plus de détails, voir Fiche technique et Distribution.
Le Garçu est un film français de Maurice Pialat sorti en 1995. C'est le 10e et ultime long métrage de Maurice Pialat, qui met en scène sa propre histoire : lui est gâteux de son fils en raison d'une paternité tardive, il est en crise avec la mère de celui-ci et il est d'ailleurs  bien plus âgé  qu'elle. Mais la mort de son père  (« le garçu » du titre) l'amène à se réconcilier avec elle.

## Synopsis
Gérard voit grandir Antoine, son petit garçon. Il a le sentiment de n'avoir jamais aimé autant et de n'avoir jamais été autant aimé. Il y a aussi Sophie, ses ex-femmes, ses maîtresses… et la vie qui va.

## Fiche technique
- Réalisation : Maurice Pialat
- Scénario : Sylvie Danton et Maurice Pialat
- Production : Philippe Godeau (producteur) et Gérard Louvin (coproducteur)
- Genre : drame
- Année : 1995
- Pays :  France
- Durée : 103 minutes
- Date de sortie en salle en France : le 31 octobre 1995.

## Distribution
- Gérard Depardieu : Gérard
- Géraldine Pailhas : Sophie
- Antoine Pialat : Antoine
- Dominique Rocheteau : Jeannot
- Fabienne Babe : Cathy
- Élisabeth Depardieu : Micheline
- Claude Davy : le Garçu
- Isabelle Costacurta : Isabelle
- Alexia Laroche-Joubert

## Genèse du film

### Choix des interprètes
Maurice Pialat choisit de donner le rôle du Garçu à Claude Davy qui a été son attaché de presse pour tous ses films à partir de Loulou à l'exception de Van Gogh.
- Le Garçu marque la quatrième et dernière collaboration entre Maurice Pialat et Gérard Depardieu après Loulou en 1979, Police en 1985 et Sous le soleil de satan en 1987. Gérard Depardieu incarne un véritable double devant la caméra du réalisateur.
- Le footballeur Dominique Rocheteau et l'animatrice de télévision Alexia Laroche-Joubert font partie de la distribution de ce film.
- L'actrice Géraldine Pailhas a été en partie choisie pour ce rôle pour sa ressemblance avec Sylvie Pialat, la femme du réalisateur[2] et coscénariste du film.
- Le rôle du garçon Antoine est joué par le propre fils du réalisateur et de Sylvie Pialat qui porte le même prénom.
- Dans ce film, Maurice Pialat ressasse ses thèmes fétiches qu'il avait traité dans ses précédents films : les déchirements du couple (Nous ne vieillirons pas ensemble), la complexité des relations parent-enfant (À nos amours), la disparition d’un aïeul (La Gueule ouverte), et l’émerveillement face à l’enfance (La Maison des bois, L'Enfance nue).

### Lieux de tournage
Ce film a été tourné à Paris. On reconnaît notamment la rue de Sèvres, la rue Saint-Jean-Baptiste-de-La-Salle,  la rue de Babylone ou encore le grand magasin Le Bon Marché.
Quelques séquences sont tournées en Auvergne dans le Parc naturel régional Livradois-Forez à Cunlhat, région natale de Maurice Pialat.
Plusieurs scènes du début ont été tournées à l'île Maurice ; enfin, plusieurs scènes du film ont été tournées aux Sables-d'Olonne (hôtel Mercure, front de mer, port de pêche) en novembre 1994.

### Montage
Maurice Pialat n'était pas satisfait du montage du Garçu et aurait souhaité en monter une nouvelle version.